# Dianthus acrochlorus
Dianthus acrochlorus  är en nejlikväxtart som beskrevs av Otto Stapf.
Dianthus acrochlorus ingår i släktet nejlikor, och familjen nejlikväxter. 
Inga underarter finns listade i Catalogue of Life.